# Big Moe
Big Moe, pseudonimo di Kenneth Moore (Houston, 27 giugno 1974 – Houston, 14 ottobre 2007), è stato un rapper statunitense.
È stato uno dei primi artisti hip hop texani a salire alla ribalta della scena nazionale. Diversamente da molti dei rapper texani, che preferiscono uno stile hardcore, Moe tende ad un hip hop maggiormente accessibile, con linee armoniche e maggiormente solari, su cui innesta rime melodiche.

## Biografia
La sua carriera nel mondo dell'hip hop inizia con la costituzione della Screwed Up Click assieme ad altri MC di Houston: la crew si fa conoscere con freestyle all'interno dei mixtapes di DJ Screw. Moe inoltre si esibisce nei club per 150 dollari, la gavetta risulterà importante fino alla stipula del contratto con la Wreckshop Records, nel 1999, che gli offre la possibilità di diventare qualcuno grazie alle sue attitudini musicali.
Nel 2000 Moe pubblica il suo album d'esordio, City Of Syrup alludendo al consumo di sciroppo a base di codeina particolarmente usato dai rapper di Houston. All'interno dell'LP si distingue il singolo Mann, la risposta di Moe, e dell'hip hop del sud, al brano Whoa del rapper dell'East Coast Black Rob. Con all'attivo duecentomila copie vendute fuori da Houston oltre alle ventimila distribuite all'interno della città durante gli inizi della sua carriera, Moe si fa un nome come artista underground, grazie alla stima degli ascoltatori e della critica.
Un anno e mezzo dopo, nel 2002, Moe torna a farsi sentire pubblicando Purple World, uscito per Wreckshop/Priority Records: un album che lo consacra, grazie anche alle produzioni venate di jazz di Blue e Salih Williams, ed a collaborazioni della scena di Houston. Il singolo Purple Stuff sprigiona un'energia che permette a Moe di salire alla ribalta nazionale, anche grazie ad una promozione massiccia da parte della Priority Records. MTV mette il video in rotazione e fa da cassa di risonanza per il rapper texano, dimostratosi molto abile a bilanciare il successo con la street credibility.
Muore il 14 ottobre 2007.

## Discografia
- 2000: City of Syrup
- 2001: City of Syrup (Screwed & Chopped)
- 2002: Purple World
- 2003: Moe Life
- 2004: Classics Vol.1
- 2006: Moe Life Swishahouse Chopped & Skrewed